# Сетчел Пейдж
Роберт Лерой «Сетчел» Пейдж — (англ. Leroy Robert "Satchel" Paige; 7 липня 1906, Мобіл, Алабама, США — 8 червня 1982, Канзас-Сіті, Міссурі, США) — американський бейсболіст, який виступав на позиції пітчера в Негритянській і Головній бейсбольних лігах.
Пейдж був праворуким пітчером і найстаршим новачком в Головній бейсбольній лізі. Він виступав за команду «Сент-Луїс Браунс» у віці 50-ти років і двічі представляв її на матчах всіх зірок ГБЛ у 1952 і 1953 рр. Його професіональна бейсбольна кар'єра тривала понад 40 років.В 1971 році Пейдж став першим гравцем Негритянської ліги, якого обрали до Національної зали слави бейсболу.